# Rallye Monza
Die Rallye Monza (auch ACI Rally Monza genannt) ist eine Motorsportveranstaltung, die zwischen 1978 und 2018 jährlich als Zuschauerevent ausgetragen wurde. Für die Jahre 2020 und 2021 erhielt die Rallye den Status eines Weltmeisterschaftslaufs und war jeweils das Saisonfinale der WRC.

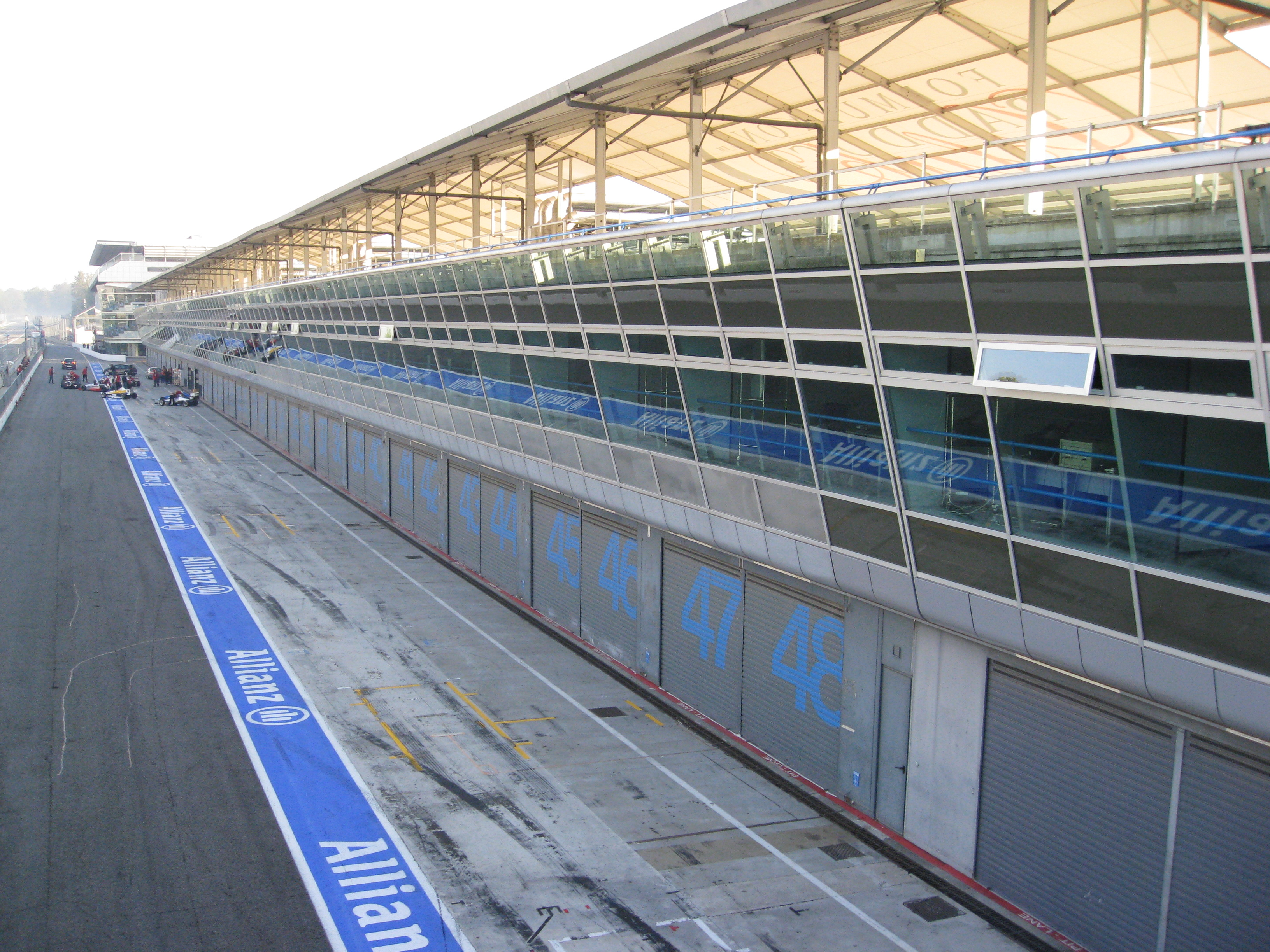
Die Boxenanlage der Rennstrecke in Monza wird als Servicepark genutzt am Rallye-Wochenende.

## Geschichte
Bei der ersten Austragung der Rallye Monza 1978 trafen sich Fahrer aus verschiedenen Motorsportserien zu einem Freundschafts- und Spaßrennen. Im Jahr 1985 trug man die Rallye erstmals komplett auf Asphaltbelag im Autodromo Nazionale di Monza aus. Rekordsieger ist der neunfache MotoGP-Weltmeister Valentino Rossi mit sieben Siegen. Auch andere berühmte Namen sind auf der Siegerliste zu finden wie der neunfache Rallye-Weltmeister Sébastien Loeb oder Ex-Formel-1-Pilot Robert Kubica.
Nach verschiedenen Absagen im WRC-Kalender 2020 und 2021 wegen der COVID-19-Pandemie, sprang die Rallye Monza als Ersatz-Weltmeisterschaftslauf ein. Bei diesen WM-Läufen legte man Wertungsprüfungen auch außerhalb des Autodroms an, in den Bergen oberhalb der Stadt Bergamo.
Sieger 2020 war Sébastien Ogier mit einem Toyota Yaris WRC. Er sicherte sich damals, zusammen mit Co-Pilot Julien Ingrassia, den siebten Weltmeistertitel seiner Karriere.

## Streckencharakter
Die Rallye Monza gilt als Asphalt-Rallye. Teile der permanenten Rennstrecke werden dabei befahren wie die Startzielgerade oder des alten Steilwandrundkureses. Die Boxenanlage wird als Service-Park genutzt. Einige Wertungsprüfungen werden auf Passstraßen in der Nähe des Rundkurses absolviert.

## WRC-Sieger
| Nr. | Rallye       | Jahr | Fahrer          | Co-Pilot         | Auto             |
| --- | ------------ | ---- | --------------- | ---------------- | ---------------- |
| 1   | Rallye Monza | 2020 | Sébastien Ogier | Julien Ingrassia | Toyota Yaris WRC |
| 2   | Rallye Monza | 2021 | Sébastien Ogier | Julien Ingrassia | Toyota Yaris WRC |